# Oneida Indijanci
Oneida, najmanje od plemena iz saveza Iroquois ili Haudenosaunee. Oneide su bili kroz veći dio svoje povijesti naseljeni u jednom selu, sa 60 do 100 'dugih kuća',  blizu jezera Oneida u američkoj državi New York. Od svojih istočnih susjeda Mohawka, koji su govorili srodnim dijalektom, nazivani su 'sinovima'. U konfederaciji su ih zastupala devetorica poglavica.
Godine 1696. francusko-kanadska policija ekspedicija zapalila je njihovo selo i sav kukuruz. Nakon uništenja sela, zajednica se podijelila na dvoje: Oneida (Upper Castle) i Canowaroghere (skull on a pole). Godine 1722. priključuju im se pleme Tuscarora, koji su izbjegli iz Sjeverne Karoline, pa postaju šesto pleme konfederacije, ali bez prava svojih zastupnika u plemenskim viječima. 
Oneide nisu ostali lojalni konfederaciji i bili su praktički jedino pleme Irokeza koje se borilo na američkoj strani u Ratu za nezavisnost. Ovo je izazvalo bijes Irokeza koji su ih počeli napadati. U ranom 19. stoljeću prodaju plemenska zemljišta. Pleme Oneida raspalo se na nekoliko skupina. Dio ih je otišao u Kanadu, odnosno u Ontario gdje ih još ima na Thames Riveru blizu Londona. Dio Oneida preseljen je u Wisconsin na zaljev Green Bay, a dio je ostao u New Yorku. Broj kanadskih Oneida 1996. godine iznosio je 5,887.

## Sela
- Awegen.
- Cahunghage, južna strana jezera Oneida.
- Canowdowsa, gdje se sastaju Lackawanna i Susquehanna.
- Chittenango, na Chittenango Creeku, okrug Madison.
- Cowassalon, na istoimenom potoku u okrugu Madison.
- Ganadoga, blizu Oneida Castle, okrug Oneida, okrug (New York)|Oneida.
- Hostayuntwa, danas Camden.
- Oneida, ime za nekoliko 'gradova' u dolinama Oneida Creeka i Upper Oriskany Creeka.
- Opolopong, blizu Wyominga, Pensylvania.
- Oriska, blizu Oriskanya u okrugu Oneida.
- Ossewingo, blizu Chenangoa, okrug Broome.
- Ostogeron, možda kod Toskokogie na rijeci Chenango.
- Schoherage, blizu Tuskokogie.
- Sevege, blizu rijeke Susquehanna.
- Solocka, sjeverno od Cashuetunk Mountains, Pensylvania.
- Tegasoke, na Fish Creeku u okrugu Oneida.
- Teseroken, (?).
- Teiosweken, (?).
- Tkanetota, (?).

## Organizacija
Oneide je u vijeću Duge kuće zastupalo devet poglavica, i to po tri iz svake klase. Poglavice prve klase pripadali su klanu Vuka, oni iz druge klase pripadali su klanu Kornjače, i treća klasa su bili Medvjedi. Nova imena, istovremeno su i titule, nasljeđuju se stupanjem na dužnost, i takva je praksa od osnutka konfederacije kod svih 50 položaja Irokeza. Oneide su imali sljedeće poglavice:
I Klasa
- Ho-däs’-hä-teh ‘A Man bearing a Burden’, ili Čovjek koji nosi teret.
- Ga-no-gweh’-yo-do ‘A-Man covered with, Cat-tail Down’, ili Čovjek prekriven mačjim krznom.

Da-yo-hä-gwen-da ‘Opening through the Woods’, ili Otvor kroz šumu.
II Klasa
- So-no-sase’ ‘A Long String’, ili Duga uzica.
- To-no-ä-gă’-o ‘A Man with a Headache’, ili Čovjek s glavoboljom
- Hä-de-ä-dun-nent’-hä ‘Swallowing Himself’, Čovjek koji se guta

III Klasa
- Da-wä-dä’-o-dä-yo ‘Place of the Echo’, ili Mjesto odjeka.
- Ga-ne-ä-dus’-ha-yeh ‘War-club on the Ground’, ili Ratna toljaga na tlu
- Ho-wus’-hä-da-o ‘A Man Steaming Himself’ ili Čovjek koji se puši.

## Vanjske poveznice
- Official Website of the Oneida Indian Nation  Arhivirana inačica izvorne stranice od 4. rujna 2008. (Wayback Machine)
- The Oneida Nation  Arhivirana inačica izvorne stranice od 7. ožujka 2008. (Wayback Machine)